# かのんぷ♪
かのんぷ♪ は、日本・千葉県出身のギター、ウクレレ・ピアノ、ヴォーカルの夫婦アコースティックユニット。

## 概要
2004年昭和音楽大学在学中に結成。
2006年、「五本指」収録のオムニバスCD「原石II ハダカノウタ」を FISH RECORDS より発売。
2009年 スーパー野菜の歌「ヤーコン」やお米の歌「米〜KOME〜」収録のファーストアルバム「両手いっぱいにありがとう!」を SIX BEAT RECORDS より発売。
2010年、京都叡山電鉄（えいでん）の公式テーマソング 「叡電でいこう!」収録のセカンドアルバム「かのんぷ♪と行こう」を、東映音楽出版 Heartより発売。瀬戸内国際芸術祭にて香川県豊島の島歌の作曲も手がけた。
2013年、世界一のウクレレフェスティバル「ウクレレピクニック」公式ソング「HIGH FIVE」の作詞／作曲も担当し翌年に全国発売。
2015年、北海道JAたいせつの公式テーマソングなど収録した「Heart Made♡」をリリース！！
2014年、文化庁主催の芸能新進芸術家育成連続講座も担当した。
2016年、「LOVE HAWAII COLLECTION」公式ソング「BON DANCE」をiTunesなどの配信限定でリリース！2017年、警視庁に交通安全キャンペーンソング「あたたかな道」を提供。東京都日野警察署、交通安全パレードにて１日警察署長も務めた。「Beautiful Journey」をリリース。
2018年、初となるCD付きオリジナル絵本「小さな手」発売。
海外においては、ハワイのウクレレメーカー「KOALOHA」社のオフィシャルアーティストとしても活動。
2019年、ハワイ、オアフ島インターナショナルマーケットプレイスにて日本人アーティストでは初めての単独公演を行った。 
2020年、千葉県九十九里町の観光大使に就任。
その他、TBSドラマ「荒川アンダーザブリッジ」、LISMOドラマ「replay&destroy」、映画「ガールズステップ」、テレビ朝日ドラマ「ボーイズオンザラン」の挿入曲の演奏や、CMジングルや舞台音楽の作曲などを手掛けるなど、活動の幅を広げている。
名前の由来は、歌うように音符を演奏していきたいという意味を込めて、「歌音符」＝ かのんぷ♪とした。また、有名なクラシック曲であるパッヘルベルのカノンとも掛っている。

## メンバー
- 中村大介（なかむら だいすけ、11月18日 - ）昭和音楽大学卒業。 ギター、ウクレレ。千葉県出身。血液型:A
- 中村里衣（なかむら りえ、9月21日 - ）昭和音楽大学卒業。ボーカル、ピアノ。岡山県出身。血液型:A

## ディスコグラフィ
1. 両手いっぱいにありがとう（2009年7月20日)
2. かのんぷ♪と行こう（2010年11月5日)
3. Sunny（2012年5月4日)
4. High Five「ウクレレピクニック公式ソング」（2014年5月14日）
5. Heart Made♡（2015年9月18日）
6. Beautiful Journey（2017年12月3日）
7. LETTER（2019年10月27日）